# ديميتريس ديسبوس
ديميتريس ديسبوس مواليد 30 مارس 1976 في تريكالا، هو لاعب كرة سلة يوناني. بدأ مسيرته الاحترافية في سنة 1994. يحمل الرقم 17.

## المسيرة الاحترافية
لعب مع نادي ماكدونيكوس لكرة السلة من سنة 2001 إلى 2004، ثم لعب مع نادي إراكليس سالونيك لكرة السلة من سنة 2009 إلى 2011، ثم لعب مع نادي إيه إي كي لكرة السلة من سنة 2011 إلى 2014.

## روابط خارجية
- ديميتريس ديسبوس على موقع الاتحاد الدولي لكرة السلة (الإنجليزية)
- ديميتريس ديسبوس على موقع ريلجم (الإنجليزية)
- ديميتريس ديسبوس على موقع بروبوليرز (الإنجليزية)